# Bernd Purkrabek
Bernd Purkrabek (geboren 1982) ist ein österreichischer Lichtdesigner, der an bedeutenden Opernhäusern arbeitet.

## Leben und Werk
Bernd Purkrabek ging auf die Höhere Technische Lehranstalt Ortwein in Graz zur Schule. Nach einer Ausbildung in den Bereichen Audiovisuelle Medien und Fotografie in Graz arbeitete er zunächst als Beleuchter beim Film, bevor er an der Hochschule für Musik und Theater in München ein Studium in Lichtgestaltung absolvierte. Purkrabek assistierte zuerst bei Reinhard Traub und Asa Frankenberg, seit 2009 arbeitet er selbständig. Purkrabek war u. a. an der Deutschen Oper Berlin, der Königlichen Oper Stockholm und der Oper Oslo, an De Nederlandse Opera, am Grand Théâtre de Genève und am Teatro Real in Madrid sowie beim Glyndebourne Festival tätig. Eine kontinuierliche Zusammenarbeit verbindet ihn seit 2009 mit dem Theater an der Wien.

## Produktionen am Theater an der Wien
- 2009 Der Prinz von Homburg, Regie: Christof Loy
- 2011 Castor et Pollux, Regie: Mariame Clément
- 2011 Rodelinda, Regie: Philipp Harnoncourt (Sohn von Nikolaus Harnoncourt)
- 2012 Il ritorno d’Ulisse in patria, Regie: Claus Guth
- 2013 Lazarus, Regie: Claus Guth
- 2014 Charodéyka, Regie: Christof Loy